# Paromalus infimus
Paromalus infimus är en skalbaggsart som beskrevs av Sylvain Auguste de Marseul 1855. Paromalus infimus ingår i släktet Paromalus och familjen stumpbaggar. Inga underarter finns listade.